# وسيط نقل

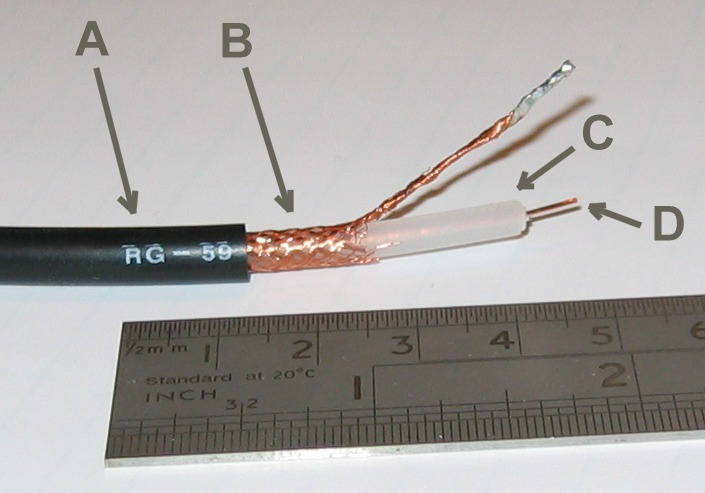
مثثال عن وسيط نقل

وسيط النقل أو وسيط الإرسال هو شيء يُستخدم وسيلة من أجل انتشار الإشارات لأغراض الاتصالات.
عادةً ما تُحمَّل الإشارات على موجة من نوع ما مناسبة للوسيط المُختار. على سبيل المثال، يمكن أن تعدل البيانات الصوت وقد تكون وسيلة نقل الأصوات هي الهواء، ولكن المواد الصلبة والسوائل يمكن أن تعمل أيضًا وسيط إرسال مناسب. يشكل الفراغ أو الهواء وسيلة انتقال جيدة للموجات الكهرومغناطيسية مثل الضوء والموجات اللاسلكية.
على الرغم من أن مادة الوسيط ليست مطلوبة لانتشار الموجات الكهرومغناطيسية، فإن هذه الموجات تتأثر عادةً بوسائط النقل التي تمر بها، على سبيل المثال عن طريق الامتصاص أو الانعكاس أو الانكسار عند السطوح البينية بين الوسائط. وبالتالي يمكن استخدام الأجهزة الفنية لنقل الموجات أو توجيهها. وبالتالي، تُستَخدم الألياف البصرية أو الكابلات النحاسية بمثابة وسائط للنقل.
يمكن إرسال الإشعاع الكهرومغناطيسي من خلال وسيط بصري، مثل الألياف الضوئية، أو من خلال أسلاك مزدوجة مجدولة، أو الكابل المحوري، أو أدلة موجية عازلة للكهرباء. يمكن مروره أيضًا عبر أي مادة فيزيائية شفافة على طول الموجة المحددة، مثل الماء أو الهواء أو الزجاج أو الخرسانة.
الصوت هو، «بحكم التعريف» اهتزاز المادة، لذلك يتطلب وسيطًا ماديًا للإرسال، كما هو الحال في أنواع أخرى من الموجات الميكانيكية والطاقة الحرارية. تاريخيًا، دمج العلم نظريات الأثير المختلفة لشرح وسيط النقل. ومع ذلك، من المعروف الآن أن الموجات الكهرومغناطيسية لا تتطلب وسيط نقل مادي، وبالتالي يمكن أن تنتقل عبر «الفراغ» ضمن المساحة الحرة. يمكن أن تصبح مناطق الفراغ المنعزل موصلة للتوصيل الكهربائي من خلال وجود إلكترونات أو ثقوب أو أيونات حرة.

## الاتصالات السلكية واللاسلكية
الوسيط المادي في اتصالات البيانات هو مسار الإرسال الذي تنتشر فيه الإشارة. تُستَخدم العديد من أنواع وسائط النقل المختلفة على أنها قناة اتصال.
في العديد من أشكال الاتصالات، يكون الاتصال على شكل موجات كهرومغناطيسية. مع وسائط النقل الموجهة، تُوجَّه الموجات على طول المسار المادي، وتتضمن أمثلة الوسائط الموجهة خطوط الهاتف والكابلات المجدولة المزدوجة والكابلات المحورية والألياف البصرية. وسائط النقل غير الموجهة هي طرق تسمح بنقل البيانات دون استخدام الوسائط المادية لتحديد المسار الذي تسلكه.
ومن الأمثلة على ذلك الميكروويف أو الراديو أو الأشعة تحت الحمراء. توفر الوسائط غير الموجهة وسيلة لنقل الموجات الكهرومغناطيسية ولكنها لا توجهها؛ ومن الأمثلة على ذلك الانتشار عبر الهواء والفراغ ومياه البحر.
يُستخدم مصطلح الاتصال المباشر للإشارة إلى مسار الإرسال بين جهازين، الذي تنتشر فيه الإشارات مباشرةً من المرسلات إلى المستقبلات التي لا تحتوي على أجهزة وسيطة، بخلاف مكبرات الصوت أو المكررات المستخدمة لزيادة قوة الإشارة. يمكن أن ينطبق هذا المصطلح على كل من الوسائط الموجهة وغير الموجهة.

## الفرق بين الاتصال البسيط والمزدوج
يمكن أن يكون الاتصال بسيطًا أو أحادي الاتجاه أو ثنائي الاتجاه.
في الاتصال البسيط، تُرسَل الإشارات في اتجاه واحد فقط؛ من محطة واحدة هي المرسِل إلى المستقبِل. في العملية أحادية الاتجاه، ترسل المحطتان، ولكن واحدة فقط في كل مرة. في الاتصال المزدوج الكامل (أو ثنائي الاتجاه)، يمكن أن ترسل المحطتان في وقت واحد. في الحالة الأخيرة، يحمل الوسيط إشارات في كلا الاتجاهين في نفس الوقت.

## أنواع وسائط النقل
بشكل عام، يمكن تصنيف وسيط النقل على النحو التالي:
- الوسيط الخطي، إذا أمكن تراكب موجات مختلفة في أي نقطة ضمن الوسيط.
- الوسيط المحدود، إذا كان محدود النطاق، وفي الحالات الأخرى يُدعى وسيطًا غير محدود.
- الوسيط المتماثل أو الوسيط المتجانس، إذا لم تتغير خصائصه الفيزيائية في نقاط مختلفة.
- الوسيط الآيزتروبي أو الوسيط المثالي، إذا أعطى نفس القيمة الفيزيائية في مختلف الاتجاهات.

يوجد نوعان رئيسان من وسائط النقل: الموجهة وغير الموجهة.
لأغراض الاتصالات السلكية واللاسلكية في الولايات المتحدة، حسب المعيار الفيدرالي 1037 سي، تُصنَّف وسائط النقل كما يلي:
- الموجهة (أو المحدودة)، تُوَجَّه الموجات على طول وسيط صلب مثل خط النقل.
- لاسلكي (أو غير موجهة)، يتحقق الإرسال والاستقبال بواسطة الهوائي.

واحدة من الوسائط المادية الأكثر شيوعًا المستخدمة في الشبكات هي الأسلاك النحاسية. سلك نحاسي لنقل الإشارات إلى مسافات طويلة باستخدام كميات منخفضة نسبيًا من الطاقة. مثل الكابل المزدوج المجدول غير المحمي (يو تي بّي) وهو عبارة عن حزمة من ثمانية أسلاك نحاسية، مرتبة في أربعة أزواج.

### الوسائط الموجهة

#### الكابلات المزدوجة المجدولة
الكابلات المزدوجة المجدولة هي نوع من الأسلاك تُجدَل فيها اثنين من الموصلات معًا لأغراض تحسين التوافق الكهرومغناطيسي. بالمقارنة مع موصل واحد أو زوج متوازٍ غير مجدول، فإن الزوج المجدول يقلل من الإشعاع الكهرومغناطيسي من الزوج ويصلح التداخل بين الأزواج المجاورة ويحسن رفض التداخل الكهرومغناطيسي الخارجي. اخترعه ألكسندر غراهام بيل.

#### الكابل المحوري
الكابل المحوري، هو نوع من الكابلات الكهربائية التي تحوي موصلًا داخليًا محاطًا بطبقة عازلة أنبوبية، محاطة بدرع موصل أنبوبي. تحتوي العديد من الكابلات المحورية أيضًا على غلاف أو سترة خارجية عازلة. يأتي المصطلح «محوري» من وجود موصل داخلي والدرع الخارجي المتشاركان بالمحور الهندسي. اخترع الكابل المحوري الفيزيائي الإنجليزي المهندس عالم الرياضيات أوليفر هيفسايد، الذي حصل على براءة اختراع التصميم في عام 1880.
الكابل المحوري هو نوع من خطوط النقل، يُستخدم لحمل الإشارات الكهربائية عالية التردد بخسائر منخفضة. يُستَخدم في تطبيقات مثل خطوط الهاتف، وكابلات شبكات الإنترنت ذات النطاق العريض، ونواقل بيانات الكمبيوتر عالية السرعة، وحمل إشارات كابل التلفزيون، وربط أجهزة الإرسال والاستقبال اللاسلكية بالهوائيات. إنه يختلف عن الكابلات المحمية الأخرى؛ لأن أبعاد الكابل والموصلات يتحكم فيها لإعطاء تباعد موصل دقيق ثابت، وهو أمر ضروري حتى يعمل بكفاءة كخط نقل.

#### الألياف الضوئية (أو الألياف البصرية)

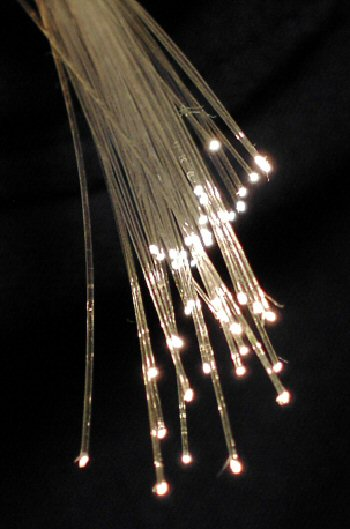
حزمة من الألياف الضوئية

مثال آخر على الوسيط المادي هو الألياف الضوئية، التي برزت باعتبارها وسيلة النقل الأكثر استخدامًا للاتصالات بعيدة المدى. الألياف الضوئية هي حبل رفيع من الزجاج يُوجه الضوء على طوله. هناك أربعة عوامل رئيسة تفضل الألياف الضوئية على الكابلات النحاسية مثل معدلات نقل البيانات والمسافة والتركيب والتكاليف. يمكن أن تحمل الألياف الضوئية كميات هائلة من البيانات مقارنة بالكابلات النحاسية. يمكن تشغيله لمئات الأميال دون الحاجة إلى مكررات الإشارة، ما يقلل تكاليف الصيانة ويحسن من موثوقية نظام الاتصالاتظ لأن أجهزة الإرسال هي مصدر شائع لفشل الشبكة. يُعتبر الزجاج أخف من النحاس ما يسمح بمتطلبات أقل لمعدات الرفع الثقيلة المتخصصة عند تركيب الألياف الضوئية لمسافات طويلة. تكلف الألياف البصرية للتطبيقات الداخلية حوالي دولار واحد للقدم، كما هو الحال للكابلات النحاسية.
يعد النمط الأحادي والنمط متعدد المسارات، نوعان من الألياف الضوئية شائعة الاستخدام. تستخدم الألياف متعددة المسارات بمثابة مصدر للضوء، ويمكن أن تحمل إشارات عبر مسافات أقصر، على بعد حوالي كيلومترين. يمكن أن يحمل أيضًا النمط الأحادي إشارات عبر مسافات تصل إلى عشرات الأميال.
الألياف الضوئية هي ألياف مرنة شفافة مصنوعة من (السيليكا) أو البلاستيك بسماكة أكبر بقليل من شعرة الإنسان. تُستَخدم الألياف الضوئية في أغلب الأحيان على أنها وسيلة لنقل الضوء بين طرفي الألياف وإيجاد استخدام واسع في الاتصالات بالألياف البصرية، إذ تسمح بالانتقال عبر مسافات أطول وبعرض نطاق ترددي أعلى (معدلات البيانات) من الكابلات الكهربائية.
تُستخدم الألياف بدلاً من الأسلاك المعدنية؛ لأن الإشارات تنتقل عبرها بخسارة أقل، بالإضافة إلى ذلك، تعتبر الألياف محصنة ضد التداخل الكهرومغناطيسي، وهي مشكلة تعاني منها الأسلاك المعدنية بشكل كبير.